# Ilicura
Ilicura is een geslacht van zangvogels uit de familie manakins (Pipridae).

## Soorten
Het geslacht omvat de volgende soort:
- Ilicura militaris – Pijlstaartmanakin